# Kurt Sumner
Kurt Sumner (* 7. Dezember 1973) ist ein ehemaliger britischer Biathlet und Skilangläufer.

## Karriere
Kurt Sumner diente beim 45 Commando der Royal Marines. Seine ersten internationalen Rennen bestritt er im Rahmen der Sommerbiathlon-Weltmeisterschaften 1998 in Osrblie, wo er 41. des Sprints und 53. der Verfolgung. Ab 1999 trat er auch in Rennen des Europacups an. Seine ersten Rennen bestritt er in Champex-Lac und wurde dort 30. eines Einzels und 37. eines Sprints. Sein bestes Ergebnis in der Rennserie erreichte er 2003 mit einem 24. Platz in einem Verfolgungsrennen von Geilo, nachdem er zuvor als 26. des Sprint erstmals Punkte gewinnen konnte. In Kontiolahti nahm Sumner 2002 an den Biathlon-Europameisterschaften teil und kam dort auf die Plätze 43 im Einzel, 50 im Sprint und wurde mit Marc Walker, Lee-Steve Jackson und Joe Brooks Staffel-12. In der folgenden Saison 2002/03 debütierte der Brite in Antholz auch im Rahmen des Biathlon-Weltcups. Sein erstes Rennen beendete er als 86. Kurz darauf wurde er in Lahti 63. und verpasste damit das Verfolgungsrennen nur um drei Ränge. Es war die beste Platzierung im Weltcup, die er beim Saisonfinale in Östersund in einem Einzel nochmals erreichen konnte. Es folgte erneut eine Teilnahme an den Biathlon-Europameisterschaften 2003 in Forni Avoltri. Sumner beendete das Einzel nicht, wurde 53. im Sprint, 48. der Verfolgung und mit Brooks, Stephen Hope und Lance Hodgkins 15. im Staffelrennen.
National gewann Sumner im Biathlon wie auch im Skilanglauf mehrere Titel. 2002 wurde er im Biathlon sowohl in der Staffel wie auch in der Teamwertung Meister, 2003 nochmals in der Teamwertung. Hinzu kommen weitere Medaillengewinne. Auch im Skilanglauf gewann er 2002 den Titel mit der Staffel und mit dem Team, 2003 wiederholte er den Staffeltitel.
Nach einem IBU-Cup-Rennen in Obertilliach im Dezember 2003 nahm Sumner an keinem weiteren Wettkampf mehr teil.

## Biathlon-Weltcup-Platzierungen
Die Tabelle zeigt alle Platzierungen (je nach Austragungsjahr einschließlich Olympische Spiele und Weltmeisterschaften).
- 1.–3. Platz: Anzahl der Podiumsplatzierungen
- Top 10: Anzahl der Platzierungen unter den ersten zehn (einschließlich Podium)
- Punkteränge: Anzahl der Platzierungen innerhalb der Punkteränge (einschließlich Podium und Top 10)
- Starts: Anzahl gelaufener Rennen in der jeweiligen Disziplin

| Platzierung         | Einzel | Sprint | Verfolgung | Massenstart | Staffel | Gesamt |
| ------------------- | ------ | ------ | ---------- | ----------- | ------- | ------ |
| 1. Platz            |        |        |            |             |         |        |
| 2. Platz            |        |        |            |             |         |        |
| 3. Platz            |        |        |            |             |         |        |
| Top 10              |        |        |            |             |         |        |
| Punkteränge         |        |        |            |             | 1       | 1      |
| Starts              | 2      | 2      |            |             | 1       | 5      |
| Stand: Karriereende |        |        |            |             |         |        |